# Ramienica delikatna
Ramienica delikatna (Chara virgata) – gatunek ramienicy. Polska nazwa gatunkowa nawiązuje do nazwy naukowej Chara delicatula C. Agardh 1824, która została uznana za synonimiczną wobec Ch. virgata Kütz. 1834., ale wciąż jest często stosowana w polskiej literaturze naukowej, podczas gdy gatunek opisany jako Chara delicatula Desv. 1810 jest synonimem Ch. aspera Willd.

## Morfologia
Pokrój
Mały makroglon (do kilkunastu – wyjątkowo 30–40 – cm długości) o silnie rozgałęzionej plesze. Cienka (0,3-0,6 mm średnicy) nibyłodyga, cienkie nibyliście i krótkich (ok. 1 cm) międzywęźlach. Plecha od żywozielonej do szarozielonej, w zależności od stopnia inkrustowania węglanem wapnia, przez które jest krucha i delikatna. Tworzy różnego kształtu bulwki chwytnikowe. Często buduje wyraźne, niewielkie kępy. Roślina jednopienna. 
Okorowanie
Trójrzędowe. Rzędy główne przeważają nad bocznymi, choć w dolnych odcinkach mniej wyraźnie.
Nibyliście
Krótkie (1–2 cm), choć zwykle dłuższe od międzywęźli i cienkie. W pewnych warunkach jednak mogą być znacznie od nich krótsze, zwłaszcza płodne. Proste, rzadko wygięte ku środkowi. 4–9 (częściej 5–7) członów. 6–8 w okółku. Ostatnie, 2– 3-komórkowe człony krótkie, nieokorowane i zaostrzone. 
Nibylistki
Wewnętrzne wykształcone wyraźniej niż zewnętrzne. Na płodnych nibyliściach wewnętrzne zwykle, choć nie zawsze, dłuższe od lęgni i cienkie, podczas gdy na zewnątrz słabiej wykształcone. Na nibyliściach płonnych wykształcone nierównomiernie, bardzo krótkie i cienkie, czasem wręcz brak.
Kolce
Bardzo małe. Brodawkowate – na szczytowym międzywęźlu kuliste i najwyraźniejsze. Na pozostałych słabiej wykształcone, a na dolnych wręcz może być brak.
Przylistki
Zróżnicowane. W dwurzędowych okółkach. Zwykle w górnym okółku dłuższe (o długości takiej jak średnica nibyłodygi) i zaostrzone, wygięte łukowato ku górze, a w dolnym brodawkowate. Rzadziej oba okółki brodawkowate, mało zróżnicowane.
Plemnie
Pojedyncze. Zazwyczaj w trzech pierwszych węzłach nibyliści. Pomarańczowe. Wyraźnie mniejsze od lęgni (do 350 µm średnicy).
Lęgnie
Pojedyncze. Zazwyczaj w trzech pierwszych węzłach nibyliści. Zielone, ewentualnie pomarańczowe. Koronka w kształcie ściętego stożka, wyraźnie zamknięta. Do 1,1 mm długości i 0,7 mm szerokości. Oospory czarne.
Zmienność
W wodach płytkich zwykle bardziej kępiasta, w głębszych wodach bądź na silnie uwodnionym podłożu organicznym formy bardziej wydłużone, o dłuższych międzywęźlach, ale krótszych nibyliściach.  
Podobne gatunki
Ramienica szorstka, ramienica krucha

## Biologia
Rośliny po sezonie wegetacyjnym obumierają lub zimują. Zimozielone formy wiosną tworzą oospory. Zwykle są one jednak tworzone latem. Stosunkowo często dochodzi do zapłodnienia.

## Ekologia
Gatunek tak słodkowodny, jak i słonawowodny. Występuje w wodach różnych typów, od strumieni, przez zbiorniki astatyczne, torfianki, jeziora, aż po morza. Występuje głównie w jeziorach o umiarkowanej trofii. W układzie pasowym roślinności wodnej może zajmować zarówno najgłębszą strefę fitolitoralu (pod warunkiem małej mętności), jak i sięgać wypłyceń przy samym brzegu. Tworzy zespół roślinny Charetum delicatulae.
Występowanie
Występuje w większej części Europy (w tym w Bałtyku), na Grenlandii, Alasce i Nowej Zelandii. W Polsce częstsza na zachodzie i północy.

## Zagrożenia i ochrona
Według Czerwonej listy roślin i grzybów Polski jest gatunkiem narażonym, ale nie podlega w Polsce ochronie gatunkowej. Jest natomiast gatunkiem reprezentatywnym siedlisk przyrodniczych 3140 (twardowodne oligo– i mezotroficzne zbiorniki z podwodnymi łąkami ramienic Charetea, w podtypie 3140–2 – zbiorowiska ramienic ze związku Nitellion flexilis w słabo zmineralizowanych wodach oligo– i mezotroficznych) oraz 3110 (jeziora lobeliowe) w systemie Natura 2000.